# Santa Maria del Rosario in Prati (församling)
Santa Maria del Rosario in Prati är en församling i Roms stift, belägen i Rione Prati och helgad åt Jungfru Maria och särskilt åt hennes roll som Vår Fru av Rosenkransen. Församlingen upprättades år 1912. 

Församlingen förestås av dominikanorden.
Till församlingen Santa Maria del Rosario in Prati hör följande kyrkobyggnader och kapell:
- Santa Maria del Rosario in Prati, Via Germanico 94
- Cappella Santa Maria Assunta, Viale Giulio Cesare 116

## Institutioner inom församlingen
- Istituto "San Giovanni Battista"
- Casa di Formazione "Maria Immacolata" (Suore di San Giuseppe (C.S.J.))
- Casa di Procura (Figlie dell'Immacolata Concezione della Carità)
- Comunità (Piccole Suore di Santa Teresa del Bambino Gesù (P.S.S.T.))
- Comunità (Suore Domenicane della Congregazione di Santa Caterina da Siena (O.P.))
- Istituto "San Giovanni Battista" (Suore di San Giovanni Battista (Battistine) (C.S.S.G.B.))
- Comunità (Fraternità Sacerdotale di San Giovanni de Avila)
- Casa di Cura "Santa Rita da Cascia"
- Associazione Cristiana Artigiani Italiani – Aggregazione Ecclesiale
- Avvocatura in Missione – Associazione di Fedeli

## Kommunikationer
Närmaste tunnelbanestation är Ottaviano 